# Olofsnäs träsk
Olofsnäs träsk är en sjö i Geta kommun i Åland (Finland). Den ligger i den nordvästra delen av landskapet, 29 km norr om huvudstaden Mariehamn. Olofsnäs träsk ligger 5 meter över havet. Den ligger på ön Fasta Åland. Arean är 38,5 hektar och strandlinjen är 4,5 kilometer lång. Sjön  ingår i Skärgårdshavets kustområde, Åland. 